# Hercules (constructeur de motos)
Pour les articles homonymes, voir Hercules.
Hercules est un constructeur de motos allemand. La société, d'abord une fabrique de bicyclettes, est fondée à Nuremberg en avril 1886 par Carl Marschütz (de) sous le nom de Carl Marschütz & Co., elle sera renommée Nürnberger Velozipedfabrik Hercules en 1887.

## Historique
La firme commence par produire des bicyclettes mais ses dirigeants pensent que l'avenir est dans les véhicules motorisés. Ils veulent proposer un modèle économique, aussi bien à produire qu'à utiliser, ce qui est fait en 1905.
Le premier modèle, sorti en 1905, est un simple cadre de vélo sur lequel est greffé un monocylindre fabriqué par FN. Mais des soucis de fiabilité mettent un terme à sa commercialisation qui s'arrêtera en 1908.
En 1963, la firme est reprise par un autre constructeur allemand de Nuremberg, Sachs.
Le modèle le plus célèbre produit par Hercules est sans doute la W-2000 de 1974. Sa principale particularité est d'utiliser un moteur à piston rotatif Wankel, comme sa consœur Suzuki RE-5. Le moteur, de 294 cm3, était fabriqué par sa maison mère Sachs. Mais sa consommation excessive de carburant en pleine crise pétrolière et sa faible diffusion en firent un échec commercial.
La gamme de motos d'enduro GS sera vendue dès la fin des années 70 sous la marque Sachs.

## Production

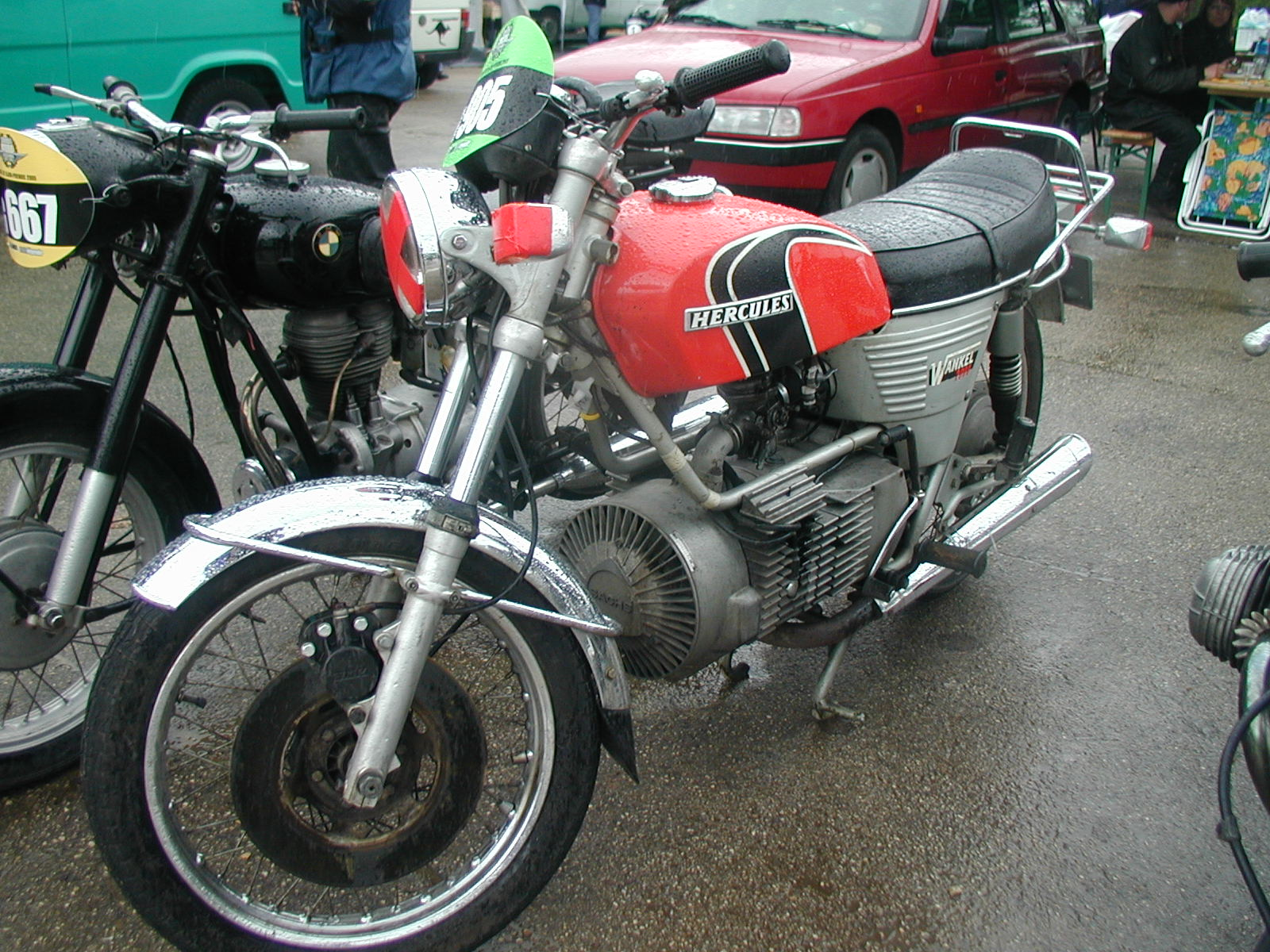
La Hercules Wankel 2000, à piston rotatif.

Liste non exhaustive de deux-roues produits par la marque :
- Hercules, cyclomoteur, 49 cm³ (1957)
- Hercules, scooter, 50 cm³
- Hercules Ultra III Sachs 50 SW
- Hercules Lilliput, 98 cm³ (1936)
- Hercules M4, cyclomoteur
- Hercules Prior, cyclomoteur
- Hercules Lastboy
- Hercules K100, 100 cm³ (1956-1960)
- Hercules R 200, 200 cm³ (1955-1962)
- Hercules 220, 50 cm³ (1959-1962)
- Hercules K 103, 100 cm³ (1963-1964)
- Hercules K 103 S (1964-1968)
- Hercules Postie (1969)
- Hercules K 105 X, 98 cm³ (1970)
- Hercules K 125 X, 125 cm³ (1971)
- Hercules K 50 RX (1971)
- Hercules K 125 Military (1971-1990)
- Hercules K 125, 125 cm³ (1972)[6]
- Hercules K 125 T (1973)
- Hercules K 125 S (1974-1979)
- Hercules W 2000, 294 cm³ (1974-1978)
- Hercules E1 (1974)
- Hercules GS 125, 125 cm³ Enduro (1974)
- Hercules GS 125/175/250/350 cm³ Enduro (1976)
- Hercules GS 125/175/250/350 cm³ Enduro (1979)
- Hercules MC 250, 250 cm³, Moto Cross (1978)
- Hercules DKW 250 GS Enduro (1978)
- Hercules Prima 5S (1984)
- Hercules Prima frisiert
- Hercules KJBe
- Hercules K 180 militaire, 180 cm³ (1991-1992)

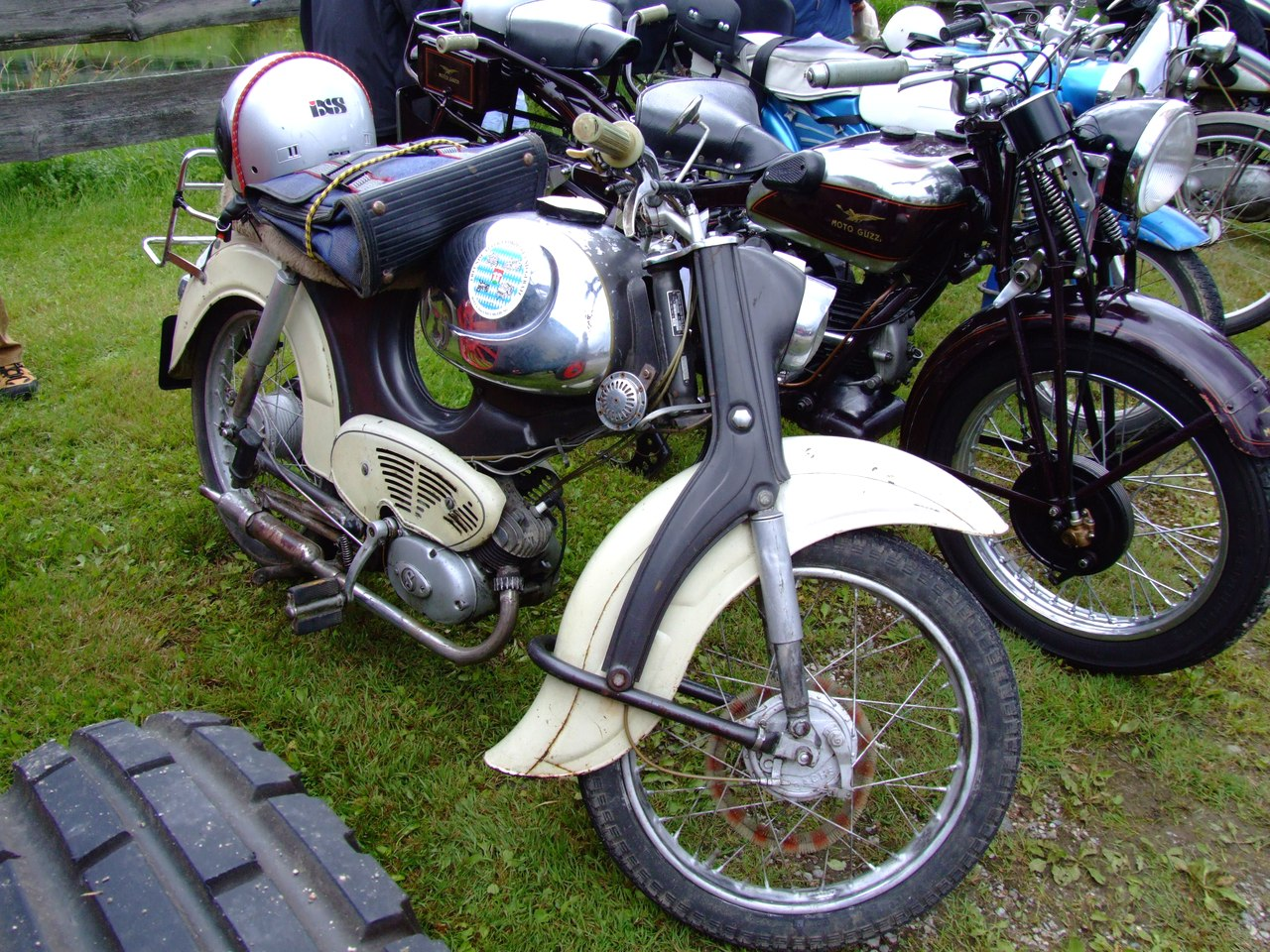
Hercules 220 PL, 50 cm³ (1959-1962).
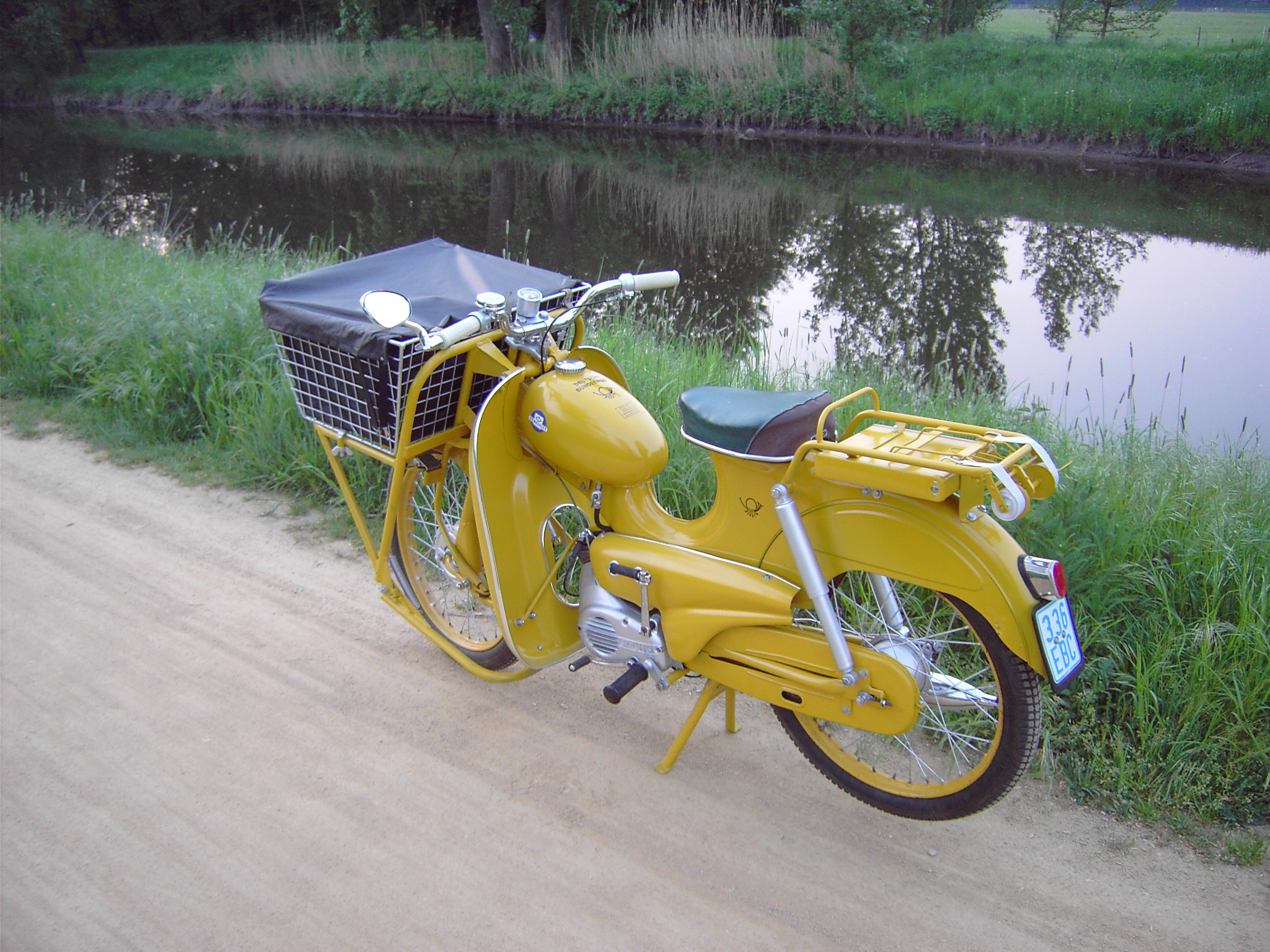
Hercules Lastboy.
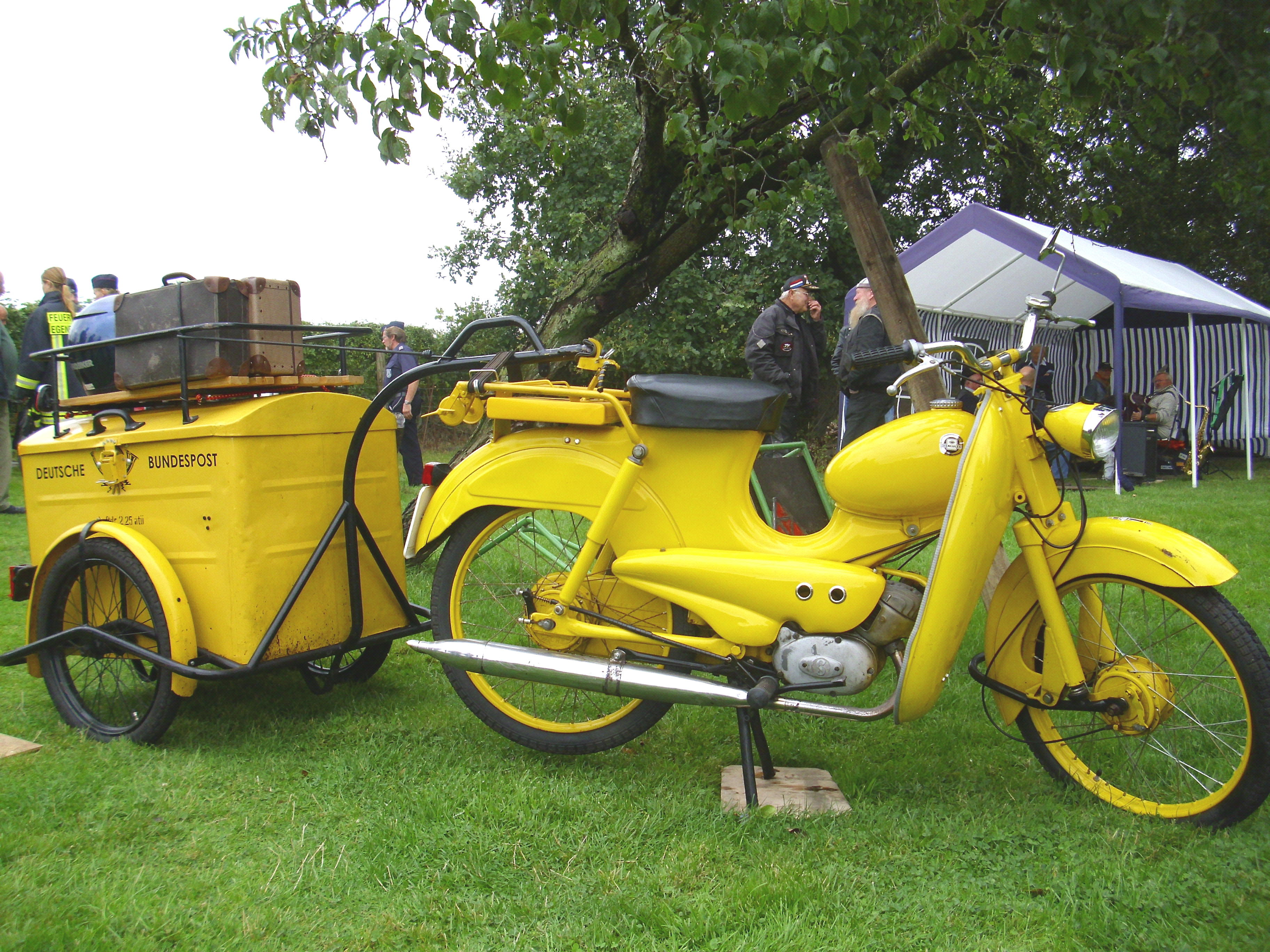
Hercules Lastboy de la poste allemande (1969).